# Phyllanthera multinervosa
Phyllanthera multinervosa är en oleanderväxtart som först beskrevs av Paul Irwin Forster, och fick sitt nu gällande namn av Venter. Phyllanthera multinervosa ingår i släktet Phyllanthera och familjen oleanderväxter. Inga underarter finns listade i Catalogue of Life.